# Ficus paludica
Ficus paludica är en mullbärsväxtart som beskrevs av Paul Carpenter Standley. Ficus paludica ingår i släktet fikonsläktet, och familjen mullbärsväxter. Inga underarter finns listade i Catalogue of Life.